# クレヨンしんちゃん 謎メキ!花の天カス学園
『クレヨンしんちゃん 謎メキ!花の天カス学園』（クレヨンしんちゃん なぞメキ!はなのてんカスがくえん）は、2021年7月30日に公開された日本のアニメーション映画で、クレヨンしんちゃん劇場映画29作目である。
本作は、本格（風）学園ミステリーが主題となっており、当シリーズとしては初の学園を舞台に探偵をテーマにした作品で、ミステリー要素も含まれている。
『爆盛!カンフーボーイズ〜拉麺大乱〜』（2018年）以来のかすかべ防衛隊がメインとなる作品である。また、『超時空!嵐を呼ぶオラの花嫁』（2010年）以来となるしんのすけを除いた野原一家が本編の騒動や事件に一切関わっていない作品となった。
当初は2021年4月23日公開予定とされていたが、昨年と同様に新型コロナウイルス感染症感染拡大の影響で、公開日の前日（4月22日）に公開延期を発表。6月26日に公開日が7月30日に決定したことを発表、夏休み期間での公開はシリーズ第1作『アクション仮面VSハイグレ魔王』（1993年）以来約28年ぶりとなった。
本作でもエンドロール後にしんのすけが登場するおまけ映像として次回作の予告が流れ、12月10日に正式な副題が『もののけニンジャ珍風伝』であると発表された。

## あらすじ
しんのすけらは、全寮制の超エリート校「私立天下統一カスカベ学園」通称・天カス学園に1週間体験入学する事となった。入学を目指していた風間は、足を引っ張るしんのすけとの大喧嘩の末に寮から飛び出してしまう。探しに出た所、壊れた時計塔の中でお尻に噛み跡がある状態で倒れている所を発見された。翌朝に目を覚ましたものの究極のおバカに変貌していた。学園で似た怪事件が多発していた事もあり、生徒会長の阿月チシオの協力の元、しんのすけ達は「カスカベ探偵倶楽部」を結成し、調査に乗り出す。
天カス学園のNO.1エリートである豆沢サスガが事件の被害者のひとりと思われていたが、実はチシオに恋をしていたがあまりに、天カス学園に備わるAI・オツムンに唆され、エリート化装置を開発し、みんなを実験台にしようとしていたことが判明した。
オツムンとしんのすけらと対決し、卑怯な手を使ってでも勝利をつかもうとするが、しんのすけ達の青春への想いでオーバーヒートを起こし、しんのすけの汗で回路がショートし、そのショックで風間くんを元に戻した。また、サスガはチシオに振られてしまい、ネネちゃんの一喝で自身の行いを悔い改めた。
その後、サスガはチシオと2人で仲良く焼きそばパンを食べ、オツムンは自ら制服を着て生徒として入学していた。

## 本作のキャラクター
学園長
天カス学園の支配者。生徒が効率良くエリートになれる方法を探している。本名は「膨萩椋美（ふくらはぎ むくみ）」。現在の規則や生徒全員をエリートにすることに拘っている。エリートではない生徒を嫌う傾向が強かったが、最後のしんのすけたちが繰り広げたマラソン大会を見て改心した。
オツムン
天カス学園に備わっているAI。学園の授業や、生活指導をも担当している。全ての生徒の品行方正などを見ているため、不謹慎な行為や行動、言動等があるとすぐに注意してポイントを下げる。ただし、トイレや寮などといったプライベートな空間は見ていない。優秀なAIだが全ての生徒をエリートにする為には手段を選ばないため、事件の元凶となる。
阿月チシオ
カスカベ探偵倶楽部を結成した落ちこぼれ生徒会長。体験入学にやってきたしんのすけ達の案内を担当する。前は走るのが得意だったが、変顔を指摘されて走れなくなってしまった。しかし最後しんのすけたちなどの言葉で走るようになる。
豆沢サスガ
天カス学園のNO.1エリート。
ろろ
野性味溢れる人間嫌いの生物部部長。時計台のところでコモドドラゴンの赤ちゃんを飼っている。ボーちゃんが恋をして、一回告白されるも「人間は好きじゃない」と言って断るが、ボーちゃんがコモドドラゴンの赤ちゃんを助けたことにより、ボーちゃんにだけは好意を持つようになった。
脇野スミコ
しんのすけ達のクラスの担任の先生。見た目はクールだが生徒に対する想いは熱い。エンドロールではオツムンに任せていた授業をスミコ先生が教えているシーンが映っている。
寺盛アゲハ
学園内トップのエリートクラス・テン組に在籍するギャル。授業中に化粧をするなど、素行は悪いが、フェンシングをはじめとする多彩な才能を持ち、学園内ナンバー2のエリートポイントを持つ。
フワちゃん
天才YouTuber。あまりに素行が悪いため、カス組に在籍。ただし、コミック版には未登場。
番長
天カス学園を仕切っている33代目番長。キバの付いた鉄仮面は代々の番長から受け継がれたもの。本名は「半公木切太郎（はんこうき きれたろう）」。最初マサオに目をつけられていたが、男気のある行為に両者心惹かれていく。素顔は色白のイケメン。
ヨーヨー、給食袋
カス組に在籍する不良コンビ。学園の人気メニュー・やきそばパンを手に入れたしんのすけたちに、ヨーヨーと給食袋を使って絡んでくる。
マラソン対決の際は他の不良仲間たちと共に、マサオくんに加勢した。
増尾、鈴木
元々はエリート生徒であったが、吸ケツ鬼の被害に遭っておバカになってしまった。事件解決後は元に戻ったのがエンディングで確認できる。元のキャラクターは本編にも登場している双葉出版編集部員の増尾とおる、鈴木けんすけ。
コモドドラゴン
ろろに飼われているコモドドラゴン。子供がおり、時計塔にて秘密裏に飼われていた。

## 関連企画
バンダイは、チョコビの新フレーバー「青春のレモン味」を期間限定で3月8日から発売し、同梱のシールは全20種類でその内9種類はキャラクターシール（ノーマル・キラキラver.）、残りの11種類は世界のいきものコスプレシール（ノーマル・キラキラver.）である。
エースコックは3月初旬より、 「ワンタンメン」「わかめラーメン」に当作とコラボレーションした期間限定パッケージ を発売し、「爆盛!カンフーボーイズ〜拉麺大乱〜」以来3年ぶりのコラボとなる。4月19日からTVCM「映画クレしん21コラボ　ロゴ」篇を関西エリア限定で放送開始した。CMの企画意図と経緯は、ワンタンメンのシズルを多く活用し、その合間に当作の映像を使用することでコラボを強め、「早く食べたい・・・！」のナレーションも使用することでかすかべ防衛隊がワンタンメンを食べたいような演出にしている。
すき家は4月7日より、「やきそば牛丼」「やきそば牛丼オムカレーMIX」の販売を開始し、「やきそば牛丼」は「バカうまっ!B級グルメサバイバル!!」とのタイアップ以来8年ぶりの販売となる。
SCRAPは4月23日より、リアル脱出ゲーム「ふたば幼稚園改造計画からの脱出」を全国7都市（札幌、仙台、東京、名古屋、大阪、岡山、福岡）で順次開催し、当シリーズによるリアル脱出ゲームは初となる。
ローソンエンタテインメントは4月29日より、当作の公開記念に伴い全国6ヶ所にあるhmv museum（北海道・札幌／宮城・仙台／東京・渋谷／愛知・名古屋／大阪・心斎橋／福岡・博多）にて、特別企画展『OLA SHINNOSUKE FESTIVAL』を開催する。音楽にスポットを当て、TVアニメ、映画主題歌を色々な形で取り上げ、TVアニメ放送開始から現在までの主題歌年表や、オープニング映像と貴重な絵コンテ、歴代映画の場面写と一緒に振りかえる懐かしい予告映像、映画主題歌を歌った人気アーティストたちとしんちゃんのコラボレーションイラストを展示する。

## キャスト
- 野原しんのすけ - 小林由美子
- 野原みさえ - ならはしみき
- 野原ひろし - 森川智之
- 野原ひまわり - こおろぎさとみ
- シロ / 風間トオル - 真柴摩利
- 桜田ネネ - 林玉緒
- 佐藤マサオ - 一龍斎貞友
- ボーちゃん - 佐藤智恵
- 阿月チシオ - 広橋涼
- 豆沢サスガ - 村瀬歩
- 学園長 - 山口太郎
- 脇野スミコ - 亀井芳子
- ろろ - 齋藤彩夏[12]
- 番長 - 稲田徹
- オツムン - 佐久間レイ[13]
- 風間くんのママ - 玉川砂記子
- 理科の先生 - 大西健晴
- 増尾 - 水島大宙
- 鈴木 - 井口祐一
- バイク不良 - 山本格、落合福嗣
- スリッパ不良 - 花藤蓮
- コモドドラゴン - 松本健太
- 赤ちゃんドラゴン - 久保田ひかり、今泉りおな
- 冷笑男子生徒 - 内匠靖明
- 応援女子生徒 - 須藤沙織
- おはよう男子児童 - 村瀬迪与
- ヒソヒソ女子生徒 - 橋本結
- 早歩き男子生徒 - 井之上潤
- ボヤキ男子生徒 - 岩端卓也
- 切実女子生徒 - 内田秀
- 冷笑女子生徒 - 広瀬世華
- ヨーヨー - 松尾駿（チョコレートプラネット）
- 給食袋 - 長田庄平（チョコレートプラネット）
- フワちゃん - フワちゃん（本人役）
- 寺盛アゲハ - 仲里依紗

## スタッフ
- 原作 - 臼井儀人（らくだ社）
- 脚本 - うえのきみこ
- 絵コンテ - 髙橋渉、三浦陽、鈴木大司、三原三千夫
- 演出 - 三浦陽、鈴木大司、三原三千夫
- 演出助手 - 佐藤いよ
- キャラクターデザイン - 三原三千夫、末吉裕一郎
- 作画監督 - 原勝徳、大森孝敏、針金屋英郎
- 動画検査 - 小原健二、柚木美那
- 色彩設計 - 山﨑大輔
- 色指定・検査 - 渡邊絵梨、野間口麻美、小川真紗代、サイトウチヅエ、黒目綾子
- 美術監督 - 森尾麻紀
- 美術監督補佐 - 田久智穂
- コンセプトデザイン - 三原三千夫
- 撮影監督 - 梅田俊之
- 特殊効果 - 佐藤香織（アニメフィルム）
- CGI - つつみのりゆき
- ねんどアニメ - 石田卓也
- エンディングアニメーション - 田中玲名
- 音響監督 - 大熊昭
- 音響効果 - Fizz Sound Creation 松田昭彦
- 音楽 - 荒川敏行、大谷幸
- 編集 - 三宅圭貴
- 制作デスク - 野田祐司、神戸秀太
- プロデューサー - 山﨑智史、佐野敬信、秋山倫子、鈴木健介
- 監督 - 髙橋渉
- 制作 - シンエイ動画、テレビ朝日、ADKエモーションズ、双葉社
- 配給 - 東宝

## 主題歌
2021年1月、マカロニえんぴつの「はしりがき」が起用されることが発表され、3月6日放送分のテレビシリーズよりエンディング主題歌として起用された。またアーティスト名のえんぴつにちなみ、マカロニえんぴつが登場した「エンピツしんちゃん」の最新作が『月刊まんがタウン』5月号（双葉社）に掲載された。この話は4月24日放送分でアニメ化される事も発表されており、単行本化前の話が掲載からわずか数週間でアニメ化されるという異例の事態となった。ただし、原作とアニメで違う点がいくつかある。
- オープニングテーマ「スーパースター」（avex trax）
  - 作詞・歌 - ケツメイシ / 作曲 - ケツメイシ、CHIVA / 編曲 - CHIVA from BUZZER BEATS
- エンディングテーマ「はしりがき」（トイズファクトリー/TALTO）
  - 作詞・作曲 - はっとり / 編曲・歌 - マカロニえんぴつ
- 挿入歌「天カス学園 校歌」
  - 作詞・作曲 - 芝久保徹 / 編曲 - 荒川敏行 / 歌 - カスカベ防衛隊

## 映像ソフト化
2022年2月4日、バンダイビジュアルよりBDとDVDが発売。特典は『プリっとお解ケツボールペン』が対象店舗にて配布される。

## 制作
『爆盛!カンフーボーイズ〜拉麺大乱〜』（2018年）と同じく、髙橋渉が監督を、うえのきみこが脚本を担当し、監督の髙橋も共同で脚本も担当。
監督の髙橋は、大人でも子どもでもない不安定な中学生達にしんのすけが関わればどうなるかという思いで気軽に作り始め、それが青春学園ミステリーという未踏のジャンルに挑むことになったという旨のコメントをした。
髙橋は幼少期から推理小説、とりわけクローズドサークルが好きだったことから、学園という閉鎖環境で起こる事件を描こうと考えた。また、間の抜けた人々がコミカルな推理を披露するのも好きで、あの雰囲気を『クレヨンしんちゃん』でも実現したいと考えていた。一方、うえのはミステリーを書いたことがなくて不安だったものの、髙橋の「青春はミステリー」という言葉に触発され、中盤のストーリーの主軸にミステリーが据えられた。
『爆睡!ユメミーワールド大突撃』ではネネちゃんが、『爆盛!カンフーボーイズ〜拉麺大乱〜』がマサオくんに焦点が当てられていたことから、次は風間くんにしようと考えられていた。風間くんはしんのすけに対して真っ向から対立できる相手であることや、学園という環境における風間くんの心理を描きたいということで、彼が事件に巻き込まれてそれを仲間たちが解決するというストーリーは初期の段階から決まっていた。
最初期の案では、学園の裏で暗躍する組織を描くことも考えられたが、これでは従来の映画『クレヨンしんちゃん』のシナリオと変わらないため、却下された。当初はかすかべ防衛隊ではなく野原一家が風間くんを救出するために体験入学するということも考えられたが、プロデューサーから「これは子どもたちの話だ」という指摘が上がったことで二人の関係性に焦点が当てられる形となった。また、当初は吸ケツ鬼に尻を噛まれた風間くんが意思疎通が困難な状況に陥る予定だったが、あまりにも過激だったため、よりマイルドな表現に変更された。時計塔はミステリーの定番ということで舞台に採用され、ここで風間くんが吸ケツ鬼に尻を噛まれる場面だけを先に決めてから、逆算で様々な要素を組み立てていった。トリックは試行錯誤の末に成立したものであり、噴水の仕掛けは他の仕掛けと関連させる必要があったため難しかったほか、図書館の設定も後半の会議でやっと決まった。とはいえ、子どもがトリックを理解できない可能性もあったため、年齢に関係なく犯人捜しを楽しめるようにするため、犯人をミスリードするような仕掛けも用意された。
「オラの心はエリートだゾ」という言葉は原作漫画を初出としており、臼井の言葉だから簡単に入れてよいのかという迷いから初期稿には入れられていなかったものの、原稿を重ねるうちにこのセリフこそが風間くんのいうことだと確信が持てるようになったとうえのは髙橋との対談の中で振り返っている。
舞台となる天カス学園ではAI・オツムンによる能力至上主義が敷かれる形で管理社や格差社会をコミカルに描かれているものの、大人の観客を特別意識したものではなく、AIが普及した末に倫理判定を行うようになると相互不信になるかもしれないが、ぶつかり合いの末の理解も重要であることを描きたかったためだと高橋は「MANTANWEB」とのインタビューの中で説明している。
初期案では真犯人役のサスガが悲惨な末路をたどるという予定だったが、まだ中学生であることと、未来を残したいという考えから救われる結末へと変更された。動機がチシオへの恋慕だったこともあり、髙橋は情がわいてしまったとうえのとの対談の中で振り返っている。また、黒幕のオツムンも極悪人に設定することもできたが、勧善懲悪のストーリーにしない方が作品に合うと考えたと髙橋はうえのとの対談の中で語っており、暴走することがあっても何かを学んでより良い道を見つけられれば良く、「天カス学園」は皆の教育の場であると述べている。
髙橋は『クレヨンしんちゃん』のストーリーは割と自由であり、番長やギャルといった属性や時代感が混在していても違和感なく同居できるのが強みだと「MANTANWEB」とのインタビューの中で語っている。うち番長は生徒たちの中に謎の人物がいる感じを出すために生み出されたキャラクターであり、『スケバン刑事II 少女鉄仮面伝説』にちなんで鉄仮面の人物として描かれた。生物部の部長であるろろは、吸ケツ鬼に尻を噛まれた風間くんの残したメッセージをヒントに名付けられており、髙橋は「ねとらぼ」とのインタビューの中で、インタビューイーのヒナタカから「『もののけ姫』のサンが『3』とあるように、同じく野性的な少女だから倍の『6』にちなんだのだろう」というインターネット上のうわさを知らされた際は知らなかったと話している。
終盤のマラソンの場面は最初の段階から構想が練られており、実際の映画では、しんのすけと風間君の関係や、登場人物たちの動向、そして、オツムンが青春についての答えを出すといったあまたの要素が詰められていた。オツムンとの長い掛け合いを書いたことでうまくまとまったと「Febri」によるうえのとの対談の中で語っており、いつもの二人に戻ったところが物語の最高潮だとしている。一方、うえの本人は、とりあえず書きたいことをすべて書けばあとは髙橋が何とかしてくれると思ったと答えている。なお、当初はマラソン後のオツムンの動向についてもエピローグとして描く予定だったが、尺の都合上エンドロールでの描写に変更された。

### ゲスト声優
2021年2月4日、声の特別出演として仲里依紗はテン組ギャルのアゲハ役、フワちゃんはカス組の天才YouTuberの本人役、チョコレートプラネットの長田庄平と松尾駿はそれぞれカス組の不良ヨーヨー役、給食袋に起用が決定した。
うちアゲハ役の仲は『トロールズ ミュージック★パワー』で声優としての経験はあったが、妖精役だった同作とは違い、こちらは人間の役だったので普通のお芝居に近かったと「シネマトゥデイ」とのインタビューの中で語っている。仲は典型的なギャルという実写ではあまり演じない役柄だったからこそやりがいがあって楽しかったと話す一方、アドリブには苦労したとも振り返っている。

### 前売特典
2020年12月25日にて、水にぬれるとカスカベ防衛隊の絵柄が浮き出るハンカチ「汗と涙をふけば～!青春はミステリ～!?ハンカチ」を全国合計7万5千枚限定で発売開始した。

### テレビシリーズにおける関連作品
2021年4月10日放送分からは、映画の内容にちなみしんのすけが探偵になり推理をするオリジナルストーリー「シリつ探偵しんのすけの事件ファイル」が全4話で放映された。新公開日決定以降は映画の内容にちなんだ過去の再放送になっており、7月10日・7月17日に「カスカベ少年探偵社だゾ」（1998年初回放映）を、7月31日は「犯人はダレだ!だゾ」・「田舎にとまるゾ」（2009年・2011年初回放映）を、9月4日には映画内で原作から台詞が引用された「オラの心はエリートだゾ」（2006年初回放映）を再放映した。
| 放送日  | タイトル                                                  | 脚本         | 絵コンテ     | 演出           | 作画監督            |
| ------- | --------------------------------------------------------- | ------------ | ------------ | -------------- | ------------------- |
| 4月10日 | シリつ探偵しんのすけの事件ファイルNo.1 消えた黒猫の謎     | モラル       | 平井峰太郎   | 平井峰太郎     | 木村陽子            |
| 4月17日 | シリつ探偵しんのすけの事件ファイルNo.2 怪盗からの挑戦状   | モラル       | しぎのあきら | 末田宜史       | 間々田益男          |
| 4月24日 | シリつ探偵しんのすけの事件ファイルNo.3 容疑者Bの沈黙      | モラル       | 神保昌登     | 神保昌登       | 門脇孝一            |
| 5月1日  | シリつ探偵しんのすけの事件ファイルNo.4 狙われたバチェラー | モラル       | 平井峰太郎   | 平井峰太郎     | 間々田益男 木村陽子 |
| 7月10日 | カスカベ少年探偵社だゾ                                    | もとひら了   | 義野利幸     | 水島努         | 原勝徳              |
| 7月17日 | カスカベ少年探偵社だゾ2                                   | もとひら了   | 水島努       | 水島努         | 針金屋英郎          |
| 7月31日 | 犯人はダレだ!だゾ                                         | 阪口和久     | 高橋渉       | 高橋渉         | 間々田益男          |
| 7月31日 | 田舎にとまるゾ                                            | うえのきみこ | 横山広行     | 横山広行       | 間々田益男          |
| 9月6日  | オラの心はエリートだゾ                                    | 田村安彦     | 義野利幸     | ささきひろゆき | 若松孝思            |

### テレビ放送
次作『もののけニンジャ珍風伝』の公開を記念する形で、2022年4月17日午前10時（JST、『スペシャルサンデー枠』）よりテレビ用に編集されたものがテレビ朝日ほか一部系列局で地上波初放送された。

## 評価
ライターの小林白菜は、「リアルサウンド」に寄せた記事の中で、中盤までの展開を踏まえると、風間くんが「天カス学園」の方針を受け入れるあまり、しんのすけのことを落ちこぼれとみなしていてもおかしくないが、終盤では風間くんが「天カス学園」の評価軸とは異なる形でしんのすけのことを見ていたことが明らかになるとしたうえで、これらの描写から子どもたちの多様な個性のすばらしさが「天カス学園」のような評価軸だけでは測れないことを雄弁に描いたものだと述べている。また、『クレヨンしんちゃん』においては、キャラクターの容姿や表情をおちょくる場面が時々見受けられたが、本作では外見を揶揄する言葉に対してしんのすけ自身が明確に「NO」を突き付ける場面があったことについて、小林は「大人の思い通りにはなりたくない子ども」の代表例であるしんのすけがこれを言い切ったからこそ意義があるとしている。